# 黃正賓
黄正宾，明朝徽州府歙县人。
万历年间，黄正宾用钱捐纳买官，官至舍人，直武英殿。为舍人耻于捐纳入官。考虑树立奇节，上疏诋毁首辅申时行，斥为民，至是遂被清议所推许，推崇为公允。后李三才、顾宪成都与他交游，在士大夫之间更加有名声。明熹宗即位，升为尚宝少卿。因为贪赃，遣戍大同。崇祯帝嗣位，复官，致仕。抗疏告发魏忠贤同党徐大化、杨维垣为奸臣，他的疏中“潜通宦寺”指的是赵伦、于化龙。崇祯帝以他污妄，斥之回籍。